# Im Reich des weißen Bären
Im Reich des weißen Bären ist ein 1991 bei dem deutschen Spieleverlag Schmidt Spiele erschienenes Brettspiel von Charles Larue. Es thematisiert den Fischfang in der Arktis, bei dem die dort lebenden Eskimos zwischen den Eisschollen Fische fangen und dabei aufpassen müssen, nicht von „Nanuk“, dem Eisbären, angegriffen zu werden.

## Thema und Ausstattung
In dem Spiel Im Reich des weißen Bären versuchen die Mitspieler in der Rolle von Eskimos möglichst vor ihren Gegnern vier Fische zu fangen, ohne dabei von „Nanuk“, dem Eisbären, angegriffen zu werden. Sie bewegen ihre Spielfiguren dabei über im Meer treibende Eisschollen, wobei die Anzahl ihrer Schritte oder die Bewegungen des Eisbären durch den Würfel bestimmt werden.
Das Spielmaterial besteht aus einem Spielplan mit einer Seetafel, vier Uferteilen, 16 Eisschollen und vier Iglus sowie 16 Eskimo-Spielfiguren, 16 Fischen, einem Eisbären und einem Würfel.

## Spielweise

### Vorbereitung
Der Spielplan wird vor dem Spiel zusammengebaut und in der Tischmitte platziert. Jeder Spieler bekommt die vier Eskimo-Spielfiguren seiner Farbe und stellt sie vor einem der Iglus auf. Die Fische kommen in das Eisloch auf der gegenüberliegenden Seite des Spielplans und die Eisschollen werden in vier Viererreihen zwischen den beiden Ufern ausgelegt. Der Eisbär kommt auf eine der Schollen am Zielufer.

### Spielregeln

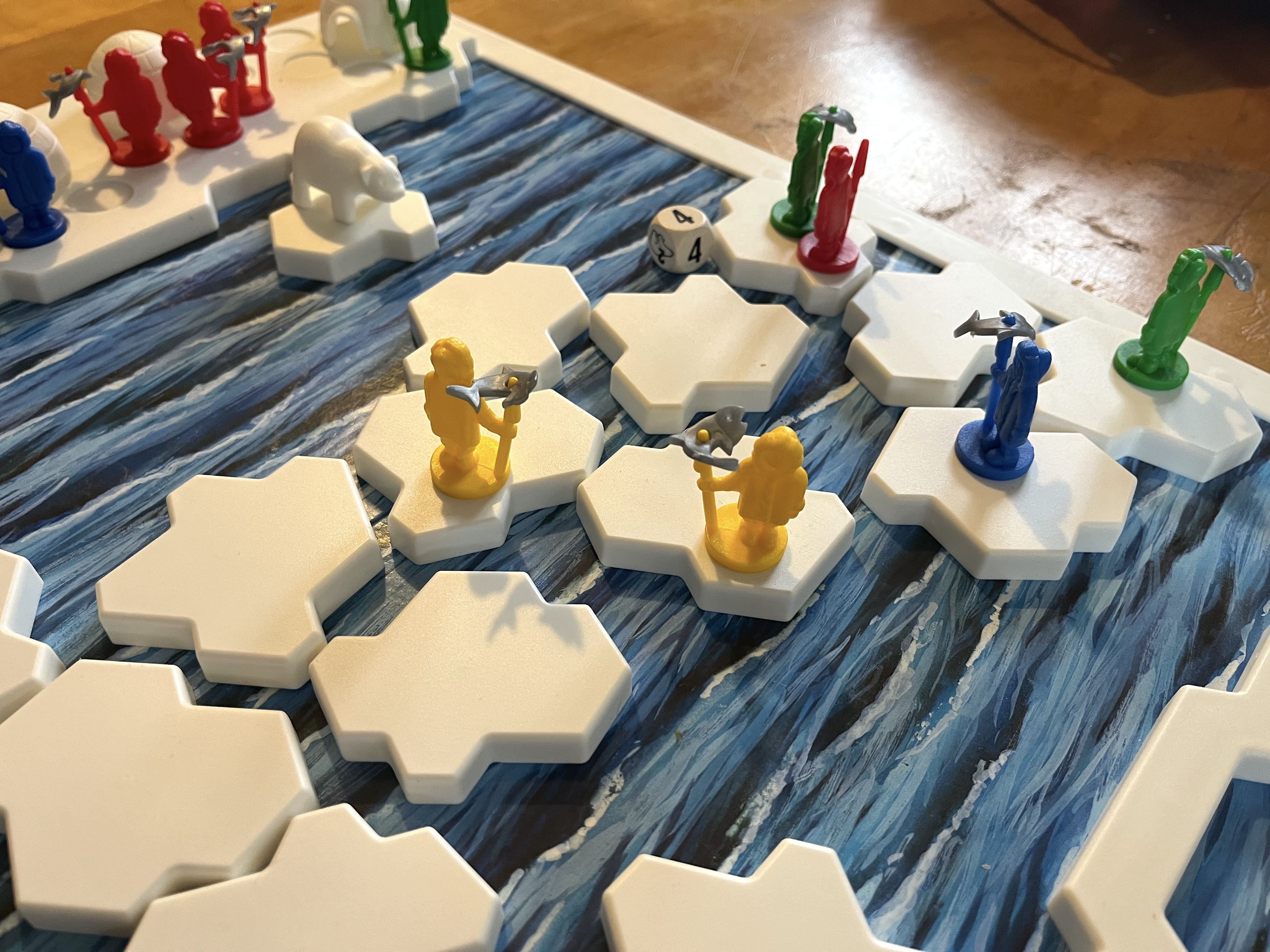
Spielsituation

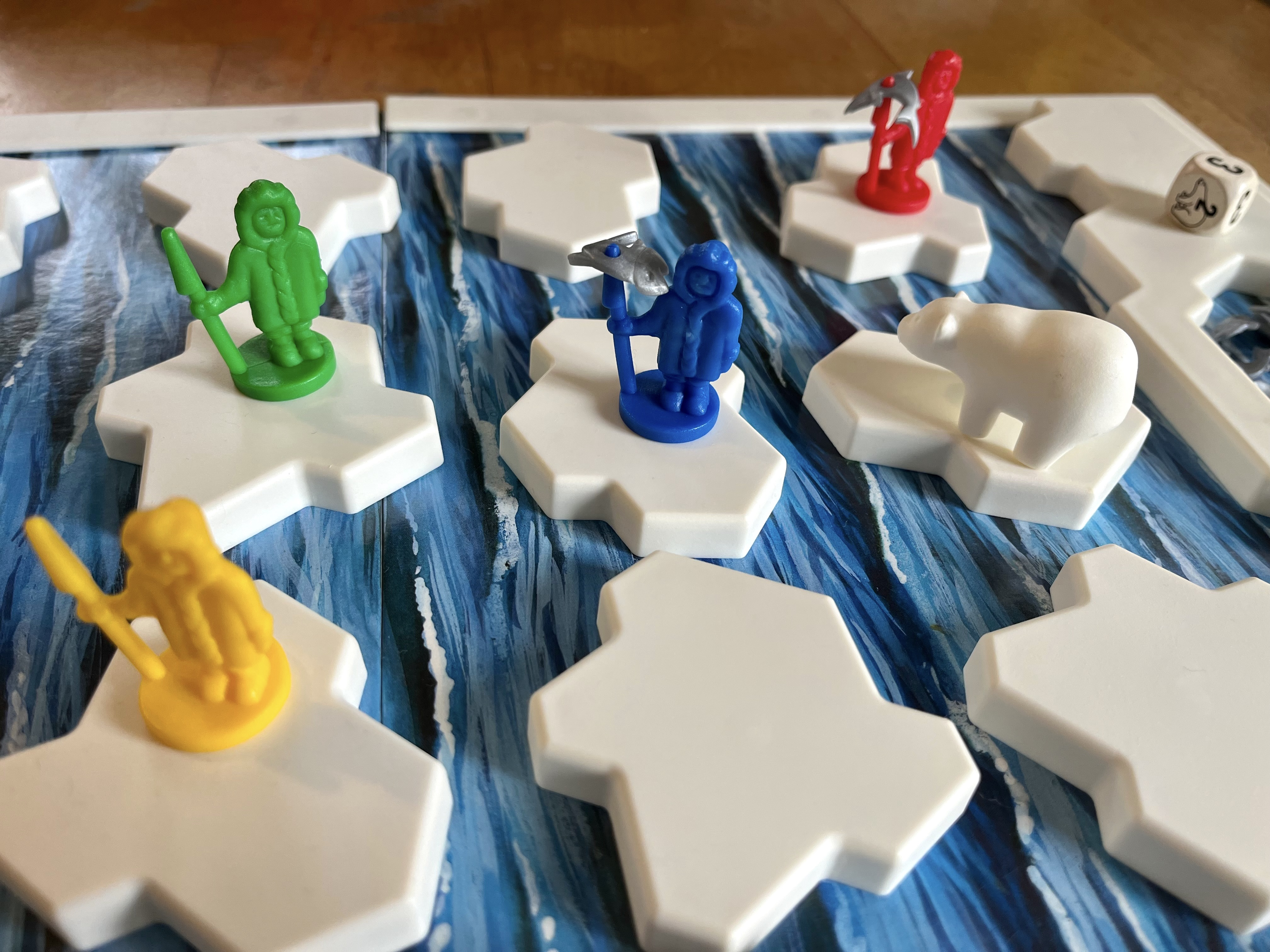
Spielsituation

Das Spiel beginnt mit einem Startspieler und wird im Uhrzeigersinn gespielt. Die Spieler würfeln nacheinander und führen jeweils einen Zug aus. Dabei wirft der aktive Spieler den Würfel und führt danach eine entsprechende Bewegung durch.
Ist nur eine Zahl abgebildet (3 oder 4), darf der Spieler entsprechend viele Bewegungen durchführen. Er darf dabei entweder eine Eisscholle bewegen, bis sie an einer benachbarten Scholle oder am Ufer anliegt, oder eine seiner Eskimofiguren von einer Scholle zu einer anliegenden oder zu einem Ufer bewegen. Der Spieler darf jede freie Scholle und auch solche, auf denen eigene Figuren stehen, bewegen. Schollen, die bereits in Kontakt mit anderen Schollen stehen, dürfen indirekt mitgeschoben werden, wenn auf ihnen keine fremden Spielfiguren oder der Eisbär stehen. Die Bewegung einer Scholle endet, sobald sie oder eine durch sie indirekt mitgeführte Scholle mit einer anderen Scholle, dem Ufer oder der Spielbegrenzung in Kontakt tritt. Die Spielfiguren werden nur über benachbarte Schollen gezogen, nie über das Wasser. Auf jeder Scholle dürfen bis zu drei Spielfiguren, auch verschiedene, stehen; weitere Eskimos dürfen die Scholle nicht betreten. Erreicht ein Eskimo das Ufer mit dem Eisloch, nimmt er direkt einen Fisch und steckt diesen auf seinen Speer.
Ist ein Eisbär mit einer Zahl (2) abgebildet, kann der Spieler entscheiden, ob er selbst zwei Bewegungen machen oder den Eisbären mit zwei Bewegungen ziehen möchte. Er kann in diesem Fall die Scholle bewegen, auf der der Eisbär steht, oder den Eisbären auf eine benachbarte Scholle ziehen. Der Eisbär bleibt dabei auf den Schollen und betritt niemals das Ufer. Betritt der Eisbär ein Feld, auf dem sich Eskimos befinden, verjagt er diese und sie müssen sofort zurück zu ihren Iglus; haben die Eskimos gefangene Fische dabei, verlieren sie diese, und sie kommen zurück in das Eisloch.
Eskimos, die mit einem Fisch zu ihrem Iglu zurückkehren, bleiben dort. Das Spiel endet, sobald ein Spieler alle seine vier Eskimos mit jeweils einem gefangenen Fisch zu seinem Iglu zurückgeführt hat; dieser Spieler gewinnt das Spiel.

## Entwicklung und Veröffentlichung
Das Spiel Im Reich des weißen Bären erschien 1991 bei Schmidt Spiele in einer deutschsprachigen Version. Im gleichen Jahr wurde es auf die Auswahlliste des Spiels des Jahres aufgenommen und erschien kurz darauf in einer zweiten deutschen Auflage sowie auf Französisch bei Schmidt France und auf Niederländisch bei Selecta Spel en Hobby.
Der Kritiker Wieland Herold betonte 1991 vor allem das variable Spielfeld, aufgrund dessen es auch in die Bestenliste kam. In einem Rückblick auf die Rezension und das Spiel schrieb er allerdings im Jahr 2020: „Das war aber auch der einzige vorzeigbare Erfolg für die Spielidee. Die freie Bewegung der Schollen, die solange stattfinden konnte bis eine Eisscholle eine andere oder den Uferbereich berührte führte damals zu vielen Auslegungsproblemen.“

## Belege
1. 1 2 3 4 5 6 7  
Spielanleitung Im Reich des weißen Bären, Schmidt Spiele 1991
2. ↑  
Im Reich des weißen Bären auf der Website des Spiel des Jahres e.V.
3. ↑  
Im Reich des weißen Bären, Versionen bei BoardGameGeek. Abgerufen am 14. Mai 2023.
4. ↑  
Wieland Herold: Im Reich des weißen Bären auf dem Blog „Mit 80 Spielen durch das Jahr“, 10. September 2020; abgerufen am 6. August 2023.